# Libor Štefánik
Brigádní generál Libor Štefánik (* 21. července 1964 Prostějov) byl od 1. června 2013 do 28. července 2016 velitelem Vzdušných sil Armády České republiky. Funkci převzal po brig. gen. Jiřím Vernerovi.

## Kariéra
Libor Štefánik vystudoval v letech 1984 až 1987 Vojenskou vysokou leteckou školu v Košicích. V roce 1987 začala jeho kariéra v československém letectvu u letky taktického průzkumu 47. průzkumného leteckého pluku v Hradci Králové. V letech 1994 až 2000 sloužil na letišti v Čáslavi, konkrétně u 28. stíhacího bombardovacího leteckého pluku (1994–1995) a 4. základny stíhacího letectva (1995–2000). Během své pilotní kariéry létal na strojích L-29 Delfín, L-39 Albatros (na tomto typu stále létá), MiG-21R a MiG-21MF. V období let 2001 až 2003 zastával funkci vedoucího staršího důstojníka – specialisty CC AIR NORTH na letecké základně Ramstein v Německu a poté působil až do roku 2006 jako náčelník oddělení letectva na Velitelství společných sil. Libor Štefánik absolvoval v letech 2006–2007 Air War College na Maxwellově letecké základně v Alabamě ve Spojených státech a od 30. května 2007 velel 22. základně letectva. V červenci 2011 byl vyslán na zahraniční misi do Afghánistánu, kde působil ve funkci poradce náčelníka štábu afghánských vzdušných sil.

## Velitel vzdušných sil
Plukovník generálního štábu Libor Štefánik byl dne 1. června 2013 jmenován velitelem Vzdušných sil AČR, od 28. října v hodnosti brigádního generála. Za své priority ve funkci označil například zahájení činnosti Velitelství vzdušných sil (1. července 2013 došlo na základě závěrů Bílé knihy o obraně k obnovení samostatného velitelství v návaznosti na zrušení Společných sil AČR), sloučení 22. základny letectva a 23. základny vrtulníkového letectva, zahájení výcviku taktického letectva pro noční působení a s tím spojenou integraci moderních zaměřovacích kontejnerů na letouny L-159 ALCA a JAS-39 Gripen.